# Semiothisa florida
Semiothisa florida là một loài bướm đêm trong họ Geometridae.